# Чупис Микола Максимович
Микола Максимович Чупис (28 листопада (10 грудня) 1899, Богодухів — 18 березня 1976) — український радянський науковець та господарник, кандидат технічних наук, доцент.

## Біографія
Народився в Харкові в родині кравця.
У 1917 році вступив на механічний факультет Харківського технологічного інституту, та був змушений перервати навчання і працювати в депо кочегаром.
У 1925 році став начальником вечірнього робітничого механічного технікуму Південної залізниці у Харкові. Працював завідувачем фабричнозаводського училища (1926).
У 1931 році закінчив Харківський політехнічний інститут за фахом «інженер-механік із холодної обробки металів». У 1931—1932 рр. працював заступником директора з навчальної роботи навчального комбінату Південної залізниці. Паралельно завідував кафедрою технології металів Харківського інституту інженерів залізничного транспорту ім. С. М. Кірова. Працював Ректором Харківського Державного автомобільно-дорожнього інституту, одночасно завідував там кафедрою технології металів (1933—1937). 
З 1937 до березня 1938 року — ректор Київського державного університету. На цій посаді він пробув недовго, через те, що його, як і його попередників (Федора Зюлькова, Івана Давидова), почали звинувачувати пресі й на партійних зборах у політичній неблагонадійності. Щоб уникнути арешту, в квітні 1938 року повернувся до Харкова. У 1939 році був директором Харківського заводу ім. Шевченка.
У 1940 — травні 1941 року — завідувач обласного відділу у справах мистецтв при Харківській обласній раді депутатів трудящих.
З 25 травня 1941 по 1942 рік — секретар Харківського обласного комітету КП(б)У з оборонної промисловості.
З липня 1944 по січень 1945 року — 2-й секретар Львівського міського комітету КП(б)У. У січні 1945 — березні 1947 року — 3-й секретар Львівського міського комітету КП(б)У.
У 1947 році був призначений директором Харківського інституту механізації та електрифікації сільського господарства. У 1949 обійняв посаду ректора Харківського інженерно-будівельного інституту, на якій пропрацював до 1966 року.
Помер 18 березня 1976 року.

## Нагороди
- орден Трудового Червоного Прапора
- Медаль «За доблесну працю у Великій Вітчизняній війні 1941—1945 рр.»